# Dersum
Ne doit pas être confondu avec Densum.
Dersum est une commune allemande de l'arrondissement du Pays de l'Ems, Land de Basse-Saxe.

## Géographie
La commune se situe entre la rive ouest de l'Ems et la frontière avec les Pays-Bas.
| Bourtange     | Heede   | Lehe   |
| Jipsinghuizen | Dersum  | Dörpen |
| Sellingen     | Walchum | Kluse  |

Il comprend la communauté de Neudersum, créée en janvier 1973.
Son territoire est traversé par la BAB 31 dont la sortie est à Dörpen, et à l'est par la Bundesstraße 70.

## Toponymie
L'origine du nom Dersum (ancien: Dersinun) n'est pas connue. Il semble venir des Chauques ou du frison. Le suffixe "-um" désigne souvent des propriétés en frison.

## Personnalités liées à la commune
- Anne Ross (née en 1985), chanteuse.

## Source, notes et références
- (de) Cet article est partiellement ou en totalité issu de l’article de Wikipédia en allemand intitulé « Dersum » (voir la liste des auteurs).